# Roller Soccer Club AMSCAS
 (juin 2025).
Motif : l'utilisateur qui a apposé ce bandeau n'a pas précisé le motif de la pose.
- Archive Wikiwix
- Bing
- Cairn
- DuckDuckGo
- E. Universalis
- Gallica
- Google
- G. Books
- G. News
- G. Scholar
- Persée
- Qwant
- (zh) Baidu
- (ru) Yandex
- (wd) trouver des œuvres sur Wikidata

| 1. | Préciser le motif de la pose du bandeau. | Précisez le motif de la pose du bandeau en utilisant la syntaxe suivante : {{admissibilité à vérifier\|date=juin 2025\|motif=remplacez ce texte par le motif}}                                 |
| 2. | Informer les utilisateurs concernés.     | Pensez à avertir le créateur de l'article, par exemple, en insérant le code ci-dessous sur sa page de discussion : {{subst:avertissement admissibilité à vérifier\|Roller Soccer Club AMSCAS}} |

 (juin 2025).
Le Roller Soccer Club de l'Association Marseillaise de Soutien Culturel, Artistique et Sportif (AMSCAS), couramment abrégé en R.S.C. AMSCAS ou AMSCAS Marseille,  est un club de roller soccer français, fondé à Marseille en 2006 et présidé par Christophe Helstroffer. L'équipe première évolue actuellement dans le Championnat de France de Roller Soccer.
Le club a remporté au niveau international six Coupes du Monde des Clubs (2007, 2009, 2010, 2011, 2012, 2013) ainsi que trois Coupe d'Europe de Roller Soccer en 2010, 2011 et 2013.

## Palmarès
- Coupe du Monde des Clubs de Roller Soccer
  - Vainqueur : 2007, 2009, 2010, 2011, 2012, 2013
  - Finaliste : 2006, 2008

- Coupe d'Europe de Roller Soccer
  - Vainqueur  : 2010, 2011, 2013

- Coupe de France de Roller Soccer
  - Vainqueur : 2009